# Бальфур, Фрэнсис Мейтленд
Фрэнсис Мейтленд Бальфур (англ. Francis Maitland Balfour, 10 ноября 1851, Эдинбург — 19 июля 1882) — английский биолог, зоолог и эмбриолог, член Лондонского королевского общества (1878).

## Биография
Фрэнсис Мейтленд Бальфур родился 10 ноября 1851 года в городе Эдинбурге. Рано потеряв отца, он получил весьма тщательное воспитание под руководством своей матери, и с детства обнаруживал влечение к естественным наукам. Первоначально его любимой наукой была геология. Позднее он посвятили себя эмбриологии и приобрел громкую известность своими трудами.
В 1874 году Бальфур примкнул к Кембриджскому университету. Уже студентом он произвел ряд исследований, а в 1874 году был избран там же членом ученой коллегии (Fellow of Trinity College).
С 1875 года Бальфур начал читать лекции по морфологии животных и эмбриологии. В 1878 году избран членом Королевского общества, честь, которая редко выпадает в Англии молодым людям.
В 1881 году учёный был награждён Королевской медалью Лондонского королевского общества.
В 1882 году в Кембридже была учреждена специально для Бальфура особая кафедра морфологии животных. Однако 19 июля того же года он погиб в результате несчастного случая во время восхождения на Эгюий-Бланш-де-Пётре в Западных Альпах. Его тело с разбитым черепом было найдено через несколько дней после происшествия.
Наука потеряла в нём одного из наиболее выдающихся эмбриологов нового времени; по мнению Дарвина, ему предстояло сделаться главой английских биологов.
Полное собрание его сочинений, к которому приложена биография, изданы Фостером и Седжвиком в 1885 году.